# Istoria artei asiatice
Orbitoare în varietatea sa, arta Orientului Îndepărtat cuprinde o gamă largă, de la sculpturi colosale până la miniaturi splendide și delicate. India, China și Japonia își au propriul stil creativ, distinct.
Prima civilizație apărută pe Valea Indusului a început să înflorească aproximativ din anul 2500 î.Hr. S-au creat câteva sculpturi remarcabile și planuri de dezvoltare a orașelor, înainte de dispariția cauzată probabil de invazia unor triburi arabe. În cele din urmă, arienii au ajuns să domine nordul Indiei, dar nu au lăsat urme ale niciunei arte distincte, vreme de mai bine de o mie de ani. O preocupare artistică majoră nu a avut loc decât în secolul al III-lea î.Hr.

## Arta indiană
Încă de la începuturile ei, arta indiană a manifestat puternice influențe religioase, reflectând o concepție care a făcut din India locul de naștere al hinduismului, jainismului și budismului. Vechii indieni trăiau un sentiment puternic față de tot ceea ce însemna viață și arta cea mai cunoscută era sculptura. Sculpturile erau, de obicei, elegante, opulente, prezentând o carnație splendidă, ce sugera o dezvoltare organică, dar care încă nu atinsese maturitatea. 
Aceste caracteristici nu erau complet prezente în sculpturile indiene timpurii, realizate de către urmașii austerei religii budiste. La început, reprezentarea lui Buddha era chiar interzisă; când acest lucru a devenit posibil, influențele puternice grecești în provincia de nord-vest, Gandhara, au creat imagini parțial elenizate ale lui Buddha, într-un stil greco-budist, care s-a răspândit pe arii extinse.
Un alt stil, relativ moderat, a continuat în perioada clasică Gupta (320-600 d.Hr.), deși budismul absorbise deja multe alte elemente mitice, cum ar fi cele yakshi (femeia cu trei spirite, reprezentată de sculptorii budiști într-un mod lipsit de austeritate, ca niște dansatoare voluptoase, cu piept bine evidențiat).
Sensul indian de parcurgere a vieții a fost reprezentat în picturile murale din peșterile din Ajanta, unde grupuri nesfârșite de personaje roiesc peste tot pe pereți, într-o evocare plină de culoare a vieții indiene. Până și arhitectura indiană poate fi descrisă ca o formă a sculpturii. Multe dintre cele mai celebre pagode și temple nu au fost pur și simplu clădite, ci săpate în piatră și apoi decorate cu sculpturi.
Acest stil este prezent mai ales în miile de temple clădite în perioada renașterii hinduse, aproximativ între 600-1200 d.Hr. Supraetajate, cu turnuri care doreau să imite munții și acoperite cu o mulțime de personaje sculptate, temple ca cele de la Mamallapuran și Ellura reprezintă unele dintre cele mai extraordinare creații ale artei indiene
Atât arta budistă cât și cea hindusă au avut influențe și dincolo de hotarele Indiei. Cel mai mare templu hindus construit în Cambodgia între secolele X-XII este templul Angkor Wat. Construcție vastă, un complex dens de "munți" sculptați în formă de con, cu un "vârf" central, înalt cam de 60 de metri. A fost ridicată cu intenția de a combina un templu cu palatul zeului-rege Khmer. Dintre templele budiste, probabil că cel mai monumental este pagoda construită în secolul al IX-lea, ridicată în jurul și deasupra unui deal din Borobudur, în Java, decorată cu basoreliefuri. Și în alte regiuni, mai ales în Tibet, China și Japonia, budismul a creat tradiții artistice complexe și variate.

### Influențele islamice
În India, tradiția artistică dominantă a fost modificată de prezența unei religii importante: islamismul. Invadatorii arabi au introdus islamismul încă din secolul VIII, însă cel mai puternic impact artistic a fost resimțit sub domnia împăraților moguli, care au domnit peste cea mai mare parte a Indiei începând din secolul al XVI-lea. Moschee magnifice și monumente funerare impresionante au fost construite mai ales de Akbar (1556-1605) și de succesorii lui, Jahangir și șahul Jahan.
Arta miniaturilor a fost introdusă din Persia tot de către moguli. "Miniaturile" nu sunt neapărat mici; termenul descrie pur și simplu anumite ilustrații pictate, de orice dimensiune. Pentru crearea acestora, împăratul Akbar a angajat artiști (în mare parte hinduși) din întreaga Indie. În atelierele acestora a luat naștere un nou stil, mai viguros și mult mai descriptiv decât arta decorativă persană. Strălucitoare și pline de acțiune, miniaturile au redat, ca un tablou viu, viața Indiei înainte de domnia lui Aurangzeb (1658-1707), al cărui fundamentalism musulman intolerant a distrus printre multe altele și tradiția artistică a miniaturilor.

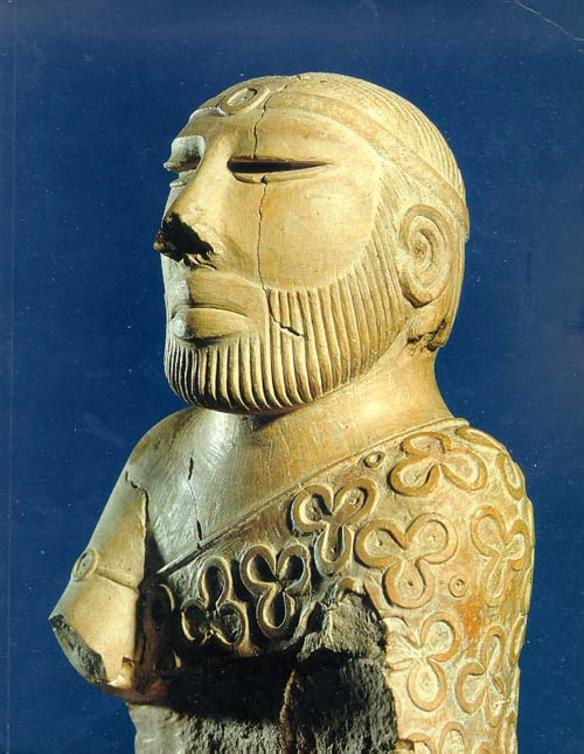
„Regele-Preot”, o operă de artă foarte importantă a Civilizației de pe Valea Indului
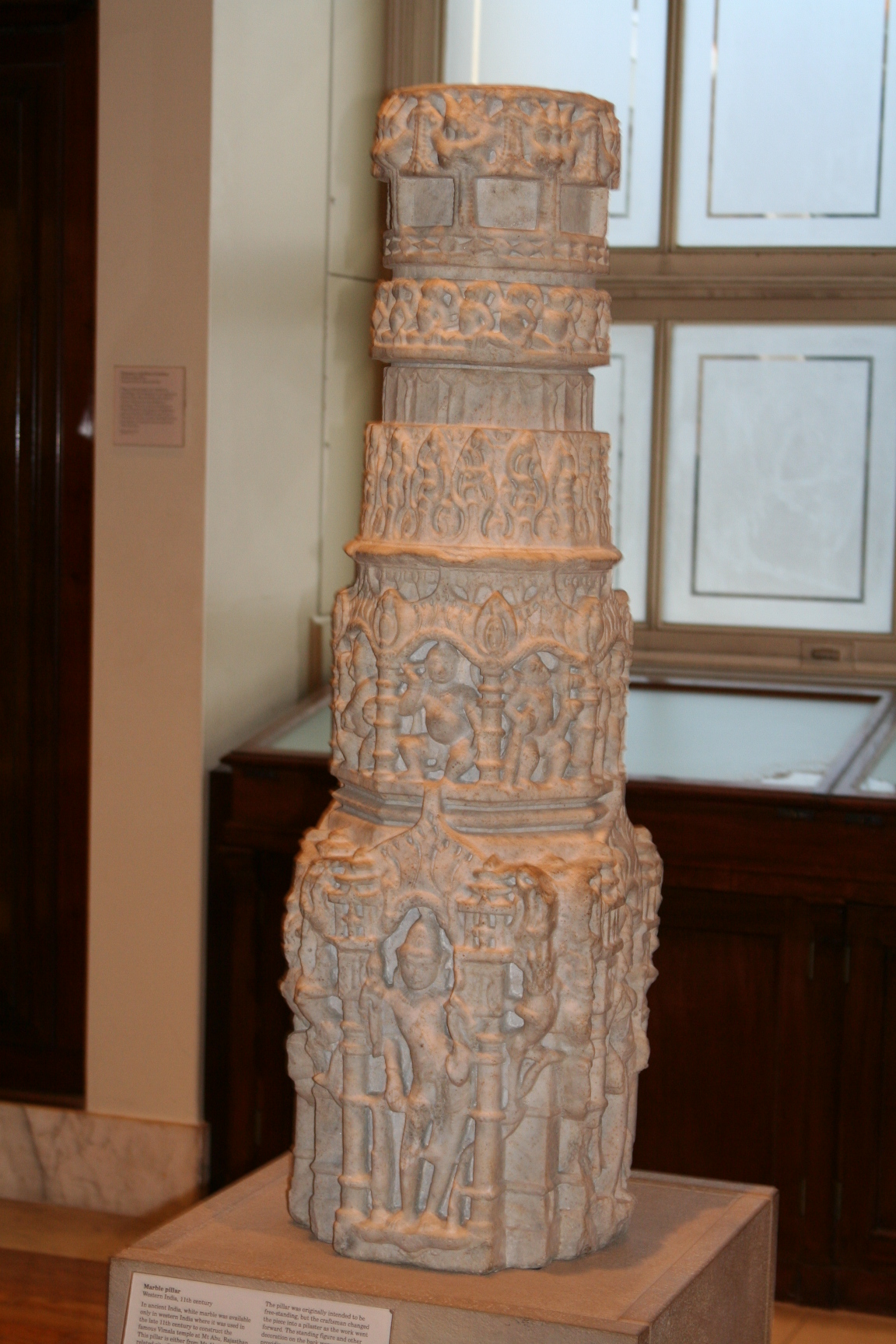
Pilon de marmură din vestul Indiei, secolul XI.

## Arta în China
Dintre toate culturile, cea chineză a avut cea mai îndelungată tradiție neîntreruptă. Cuceritorii nu au distrus niciodată stilul chinezesc de viață și influențele externe au vitalizat arta chineză, fără a-i distruge trăsăturile esențiale. Unele caracteristici ale artei chineze, cum ar fi înclinația pentru o gamă coloristică subtilă sau textura netedă a jadului, sunt regăsite încă din preistorie. Marea artă chineză datează însă din 1500 î.Hr., în timpul dinastiei Shang, când se afla în circulație o versiune timpurie a manuscriselor chineze și conducătorul își câștigase rolul său semidivin, de „fiu al cerului”.
În perioada ce a durat cam 500 de ani, chinezii au creat vase robuste din bronz, cu un aspect aproape sinistru, concepute pentru a aduce ofrande strămoșilor. Aceste vase sunt intens decorate cu simboluri care par a fi abstracte, dar sunt de fapt reprezentări foarte simplificate și stilizate ale creaturilor mitice, cum ar fi dragonii. Venerarea strămoșilor și a trecutului, caracteristică și pentru alte culturi, a rămas una din marile preocupări chineze. Sensul magic, învăluit de mistere, al artei dinastiei Shang, s-a atenuat în arta chineză târzie, mai detașată și mai contemplativă. 

### Bronz, jad și lac
Tradiția Shang s-a resimțit în continuare și în perioada Chou și a statului războinic (1027-221 î.Hr.). Chinezii realizau statuete din bronz reprezentând oameni și alte creaturi. Ei și-au perfecționat și măiestria în prelucrarea jadului și lăcuire. Lucrările din aceste materiale erau însă scumpe, deoarece jadul trebuia importat și era dificil de prelucrat, iar lăcuirea era un proces îndelungat. De obicei, lăcuirea se realiza prin acoperirea unui obiect din lemn cu seva procesată a unui copac. Fiecare strat de lac trebuia să fie uscat înainte de aplicarea următorului și, uneori, era nevoie de multe asemenea straturi, chiar sute. Prin lăcuire se puteau însă obține efecte decorative extrem de subtile și produsul finit avea o strălucire unică.
China a fost unificată, după secole de dezbinare, de sălbaticul împărat Ch'in (221-209 î.Hr.). Reputația lui de grandoman, aproape alienat, a fost confirmată de descoperirile arheologice din 1974 care au adus la lumină o mică armată cu ostași din teracotă (ceramică mată), în dimensiune naturală, îngropată alături de împărat și care trebuia să-l apere în viața de apoi.

### Perioada dinastiei Han
În timpul dinastiei Han (209-270 d.Hr.), China era un vast imperiu, cu o societate foarte sofisticată. Confucianismul, un sistem filosofic etic care propovăduia moderația și responsabilitatea față de familie și stat, a influențat puternic concepția chinezilor (în special a funcționarilor învățați, creați de un sistem de examinare civil). Fiind, deseori, ei înșiși pictori și poeți, au jucat un rol important în dezvoltarea tradițiilor artistice chineze. Alte elemente au fost furnizate de un cult mai intuitiv, mai magic și mai naturalist: taoismul, creat și el în decursul perioadei Han.
Arta perioadei Han este cunoscută mai ales prin obiectele care însoțeau cavourile și care includeau îmbrăcăminte, bijuterii și cosmetice, dar și personaje din bronz, basoreliefuri și țigle mulate pe acestea. Au apărut primele sculpturi în piatră, de dimensiuni monumentale, care în curând au devenit un lucru obișnuit, o dată cu câștigarea terenului de către budism. Această religie, originară din India, a reprezentat sursa de inspirație pentru multe stiluri și curente și chiar tehnici artistice chinezești, din ale căror realizări trebuie amintite templele și sculpturile din Yuankang, create direct în piatră, după vechea modă indiană.
Deși puține picturi chineze din această perioadă au supraviețuit, se știe că pictura era deja bine dezvoltată în perioada dinastiei Han, caracterizată prin trăsăturile fine, libere dar delicate ale penelului. Pictura a devenit o artă practicată pe scară largă și de-a lungul secolelor au apărut mulți mari artiști, școli și curente. Înclinația pentru peisaje, mai ales cele montane, a fost puternică, importanța acestei teme în arta chineză nefiind egalată de vreo altă cultură. Picturile ilustrau adeseori poeme sau alte scrieri, a căror caligrafie minunată era considerată o artă în sine. Pictura chinezească a prezentat întotdeauna lucruri reale, cum ar fi oameni sau peisaje, însă avea ca scop imortalizarea spiritului esențial sau mai degrabă de a transmite o anumită stare, decât de a reda detaliile.

### Ceramica și porțelanul
În ciuda faptului că ceramica avea o tradiție de mai multe mii de ani, ea a devenit cu adevărat o artă originală și vitală de-a lungul erei Tang (618-906 d.Hr.). Au apărut multe forme noi acoperite cu glazuri care le transformau mult înfățișarea inițială. Printre mărfurile cele mai căutate ale perioadei T'ang sunt ilustrațiile de cavou care posedă toată puterea și vigoarea marilor sculpturi. Ele reprezintă o gamă foarte variată de oameni și animale, printre care merită să fie amintiți splendizii cai ai dinastiei Tang.
La începutul perioadei Tang, chinezii au descoperit metoda de producere a porțelanului. Subțire, dur, neted, de un alb pur și translucid, el a devenit de neegalat ca eleganță. Sub dinastia Song (960-1260) și a dinastiilor următoare, decorațiunile aplicate i-au conferit o frumusețe deosebită. Faimosul porțelan "alb și albastru" a fost mult îmbunătățit în timpul dinastiei mongole Yuan (1260-1368).
În timpul dinastiei Song, chinezii colecționau lucrări aparținând dinastiilor anterioare și artiștii apelau adeseori la stilurile unor vremuri de mult apuse. Cu toate acestea, mare parte a artei Ming (1368-1644) și Qing timpurii (1644-1912) are o înaltă ținută calitativă, dar vitalitatea creativă a suferit un ușor declin.

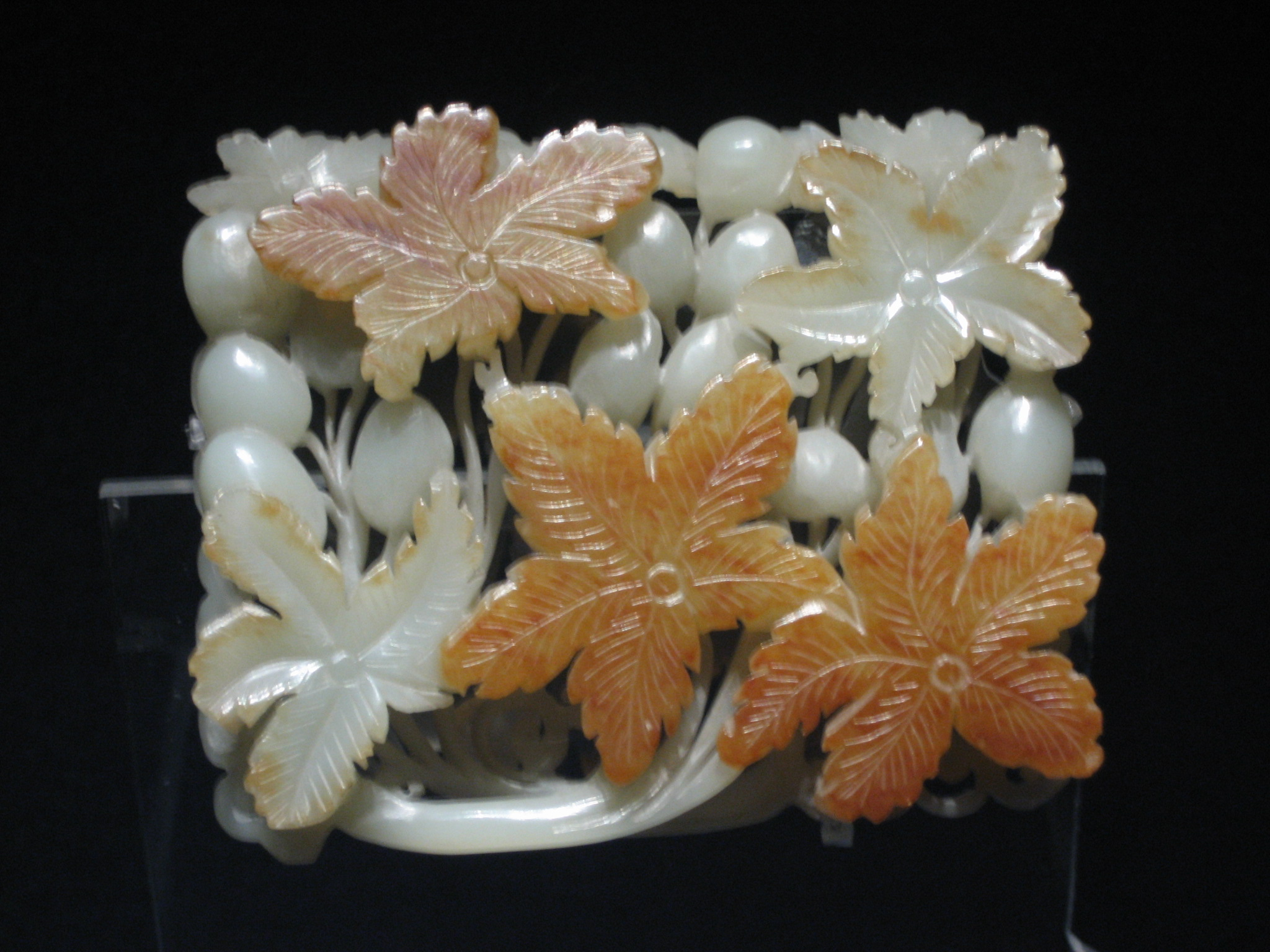
Jad cu ornamente florale , din perioadei din 1115-1234, în Muzeul din Shanghai
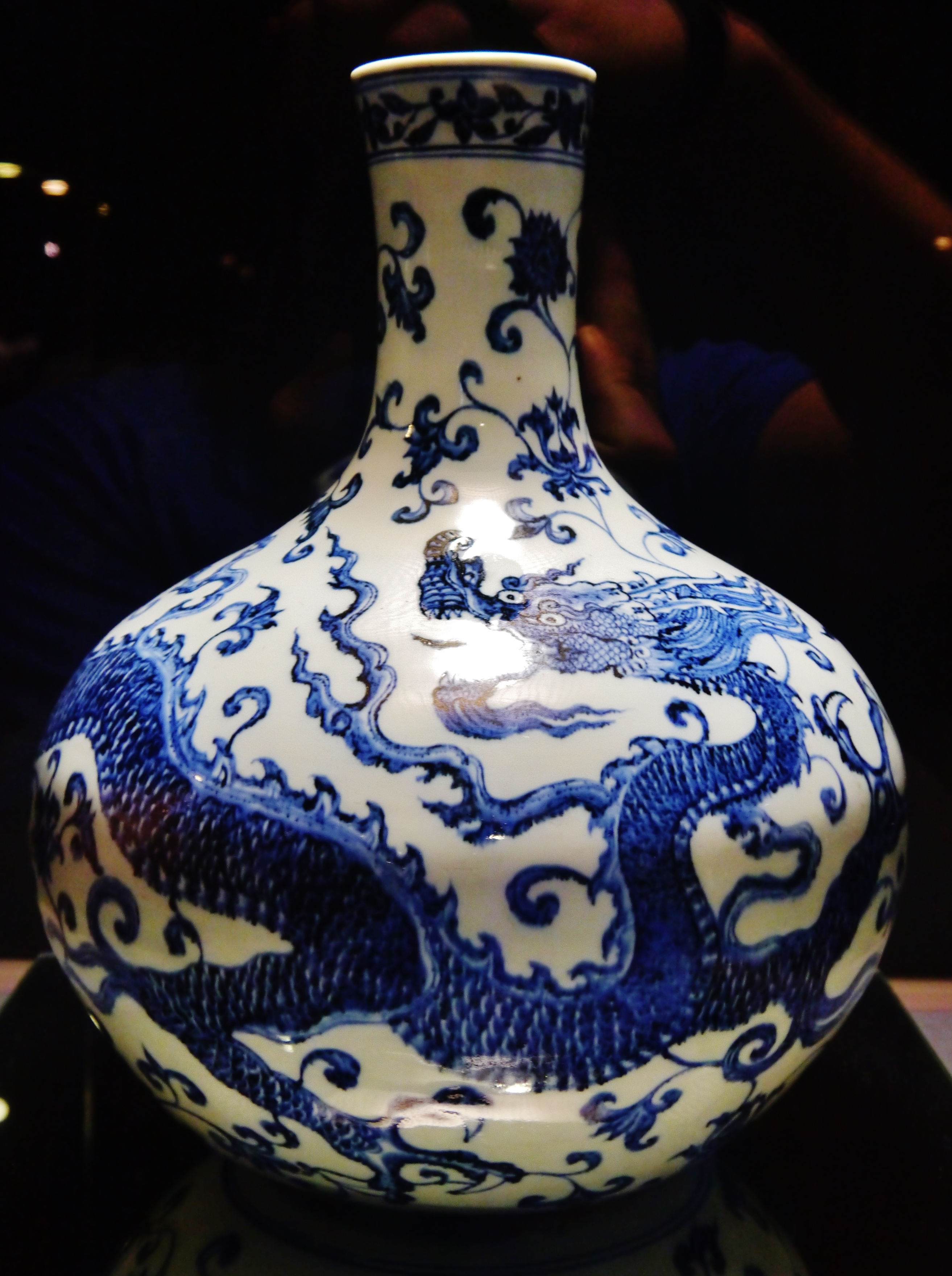
Vas chinezesc
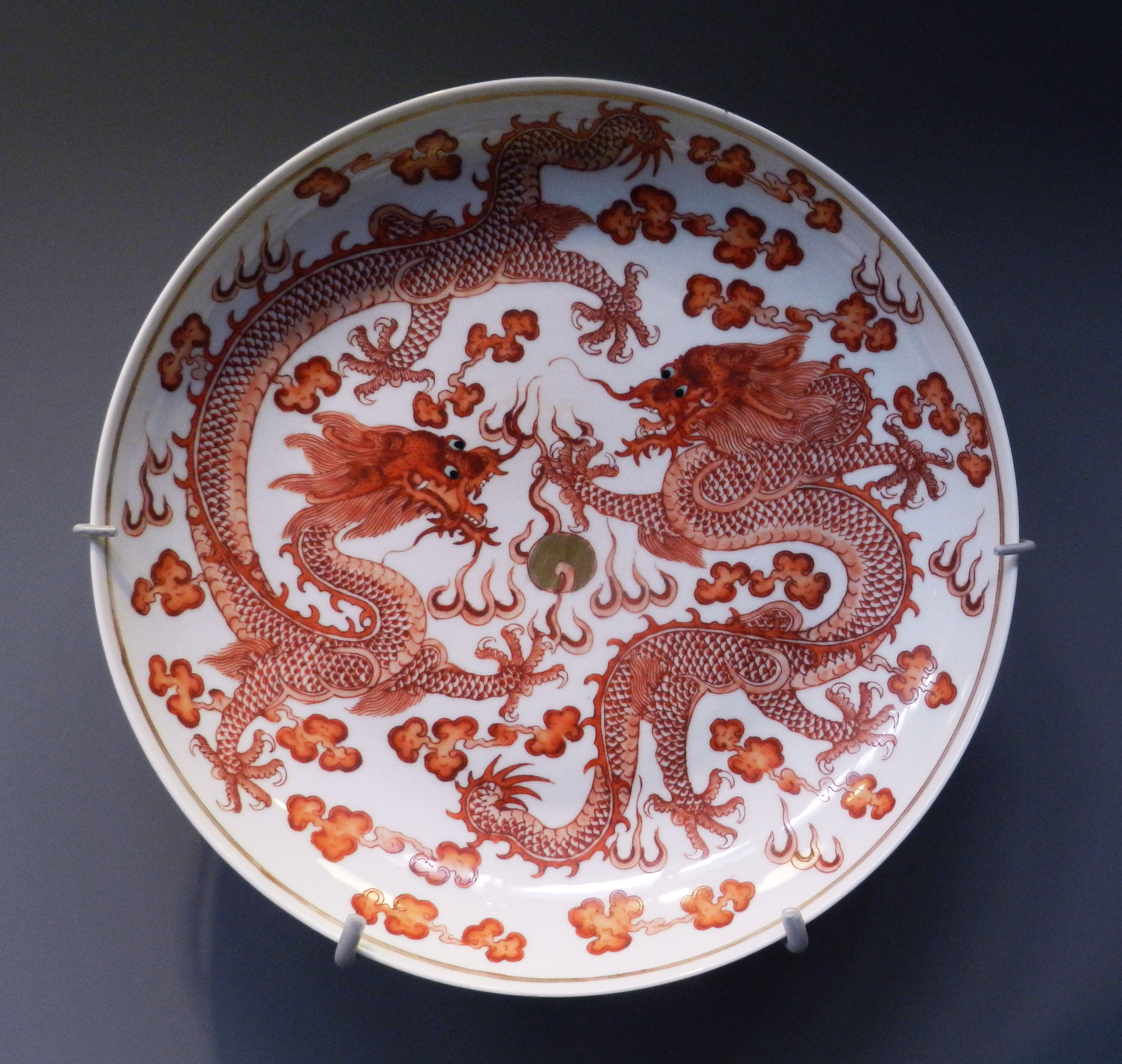
Farfurie cu 2 dragoni roșii
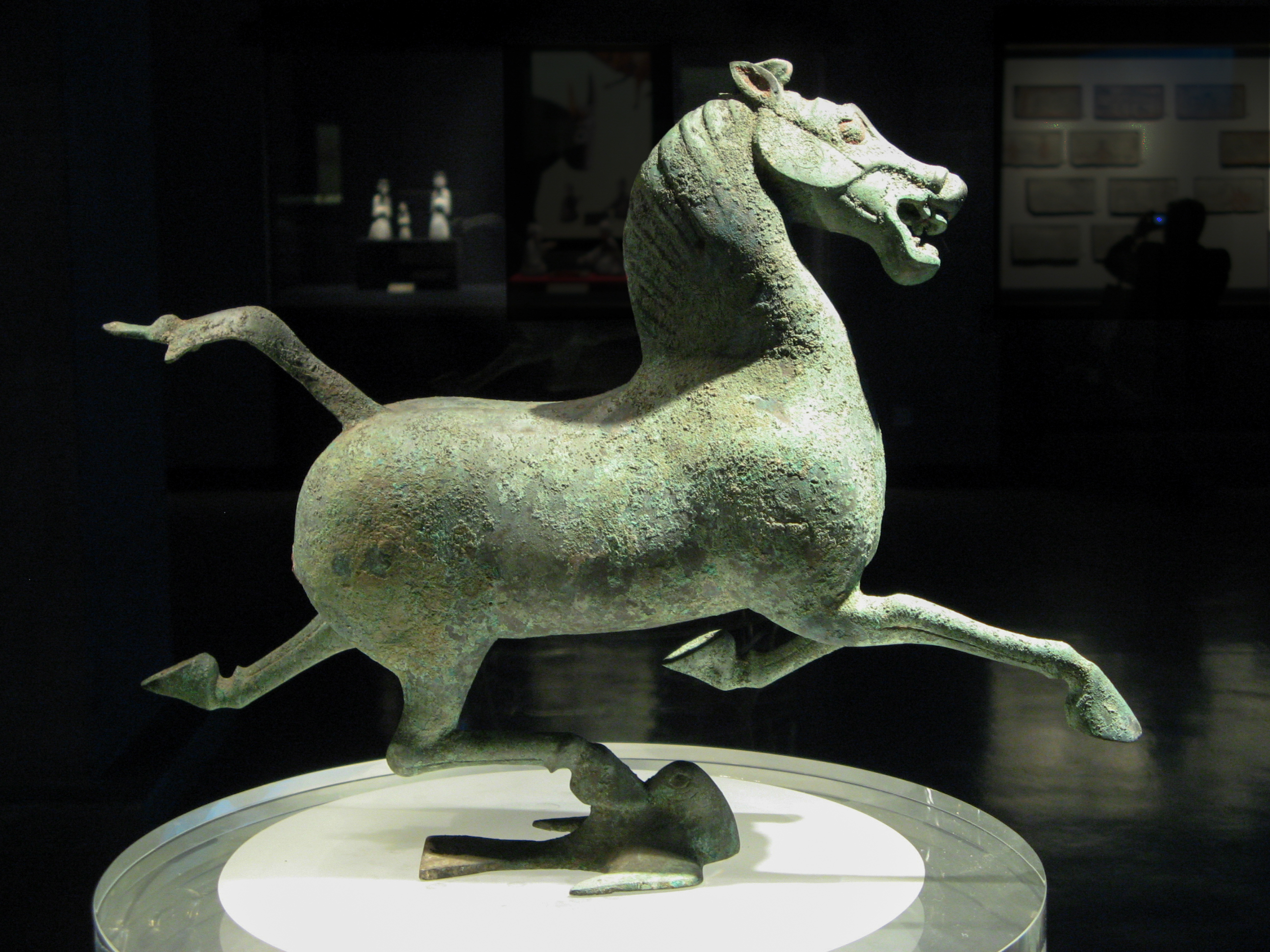
Căluțul zburător de la Gansu
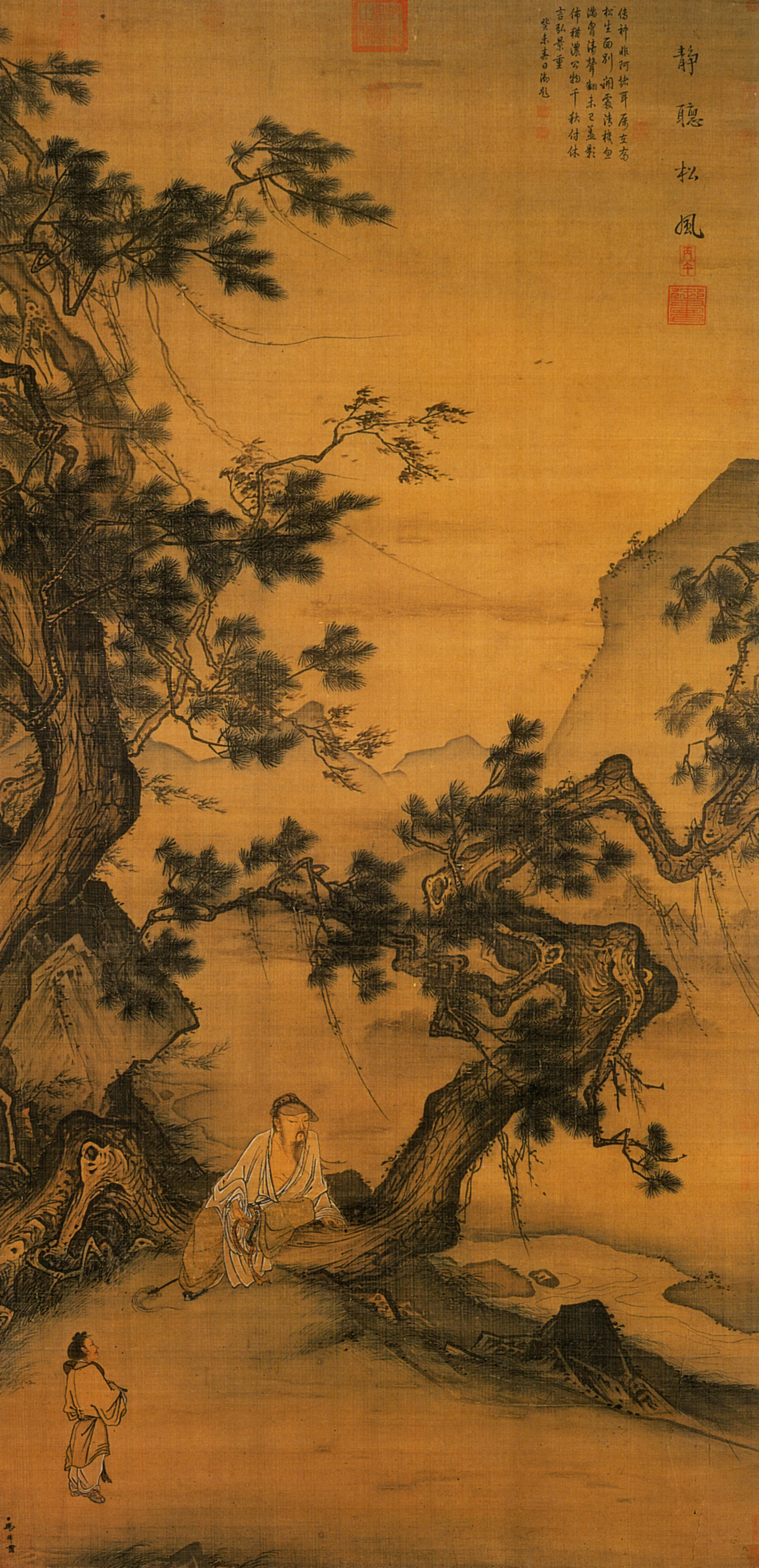
O pictură chineză realizată de Ma Lin

## Arta japoneză
Dezvoltarea Japoniei a fost determinată de faptul că ea a fost izolată de marile civilizații, cu excepția Chinei. Încă din secolele V și VI, când ideile despre guvernare, literatură, diferitele ramuri ale artei și religia budistă au pătruns în forță în Japonia, influențele chineze au devenit foarte importante. Oricum, geniul japonez a adăugat tuturor acestor importuri propria trăsătură națională. De exemplu, în sculptura japoneză portretele au devenit curând mult mai semnificative decât erau în China.

### Artizanatul
Pictura japoneză era și ea complet diferită, deseori reprezentând scene de acțiune violente, străine tradițiilor chineze. Ascuțimea simțului artistic japonez a afectat aproape toate laturile vieții japoneze, de la fastuosul ritual al servirii ceaiului până la cel al aranjării florilor. Gustul japonezilor pentru artizanatul miniatural s-a făcut simțit chiar în articolele de zi cu zi, de exemplu în splendidele "netsuke" sculptate (mici piroane cu care se prindeau diverse obiecte de cercevele).
În pictură, japonezii au preferat culorile plate dar izbitoare și contururile ferme, pline de vitalitate. Acestea puteau fi observate pe pergamente și paravane, niște piese de mobilier, printre puținele obiecte admise în interiorul auster al căminelor japoneze. Împodobite cu frunze aurite, efectul era și mai frapant.
Pentru occidentali, cele mai comune dar și cele mai admirate exemplare ale artei japoneze sunt gravurile colorate, produse după secolul al XVIII-lea. Acestea au fost create prin transferarea unei schițe a artistului pe o bucată de lemn care, după ce a fost gravată și înscrisă, va reproduce exact același desen de mai multe ori, conferindu-i astfel potențialul de a fi vizionată pe scară largă.
Reflectând valorile unei perioade de calm și liniște, a perioadei Tokugawa, în timpul căreia viața la oraș a înflorit și s-a creat o adevărată clasă mijlocie, gravurile reprezentau ilustrații inspirate din viața obișnuită, scene teatrale, întâmplări sentimentale sau chiar amoroase. Clasa superioară japoneză a disprețuit acest gen de artă, considerând-o ieftină și populară. Însă o dată ajunse în Occident, gravurile au avut o influență majoră asupra direcției ulterioare de dezvoltare a picturii europene și artiști ca Hokusai, împreună cu mulți alți mari maeștri gravori, sunt astăzi recunoscuți ca figuri proeminente în istoria artei.

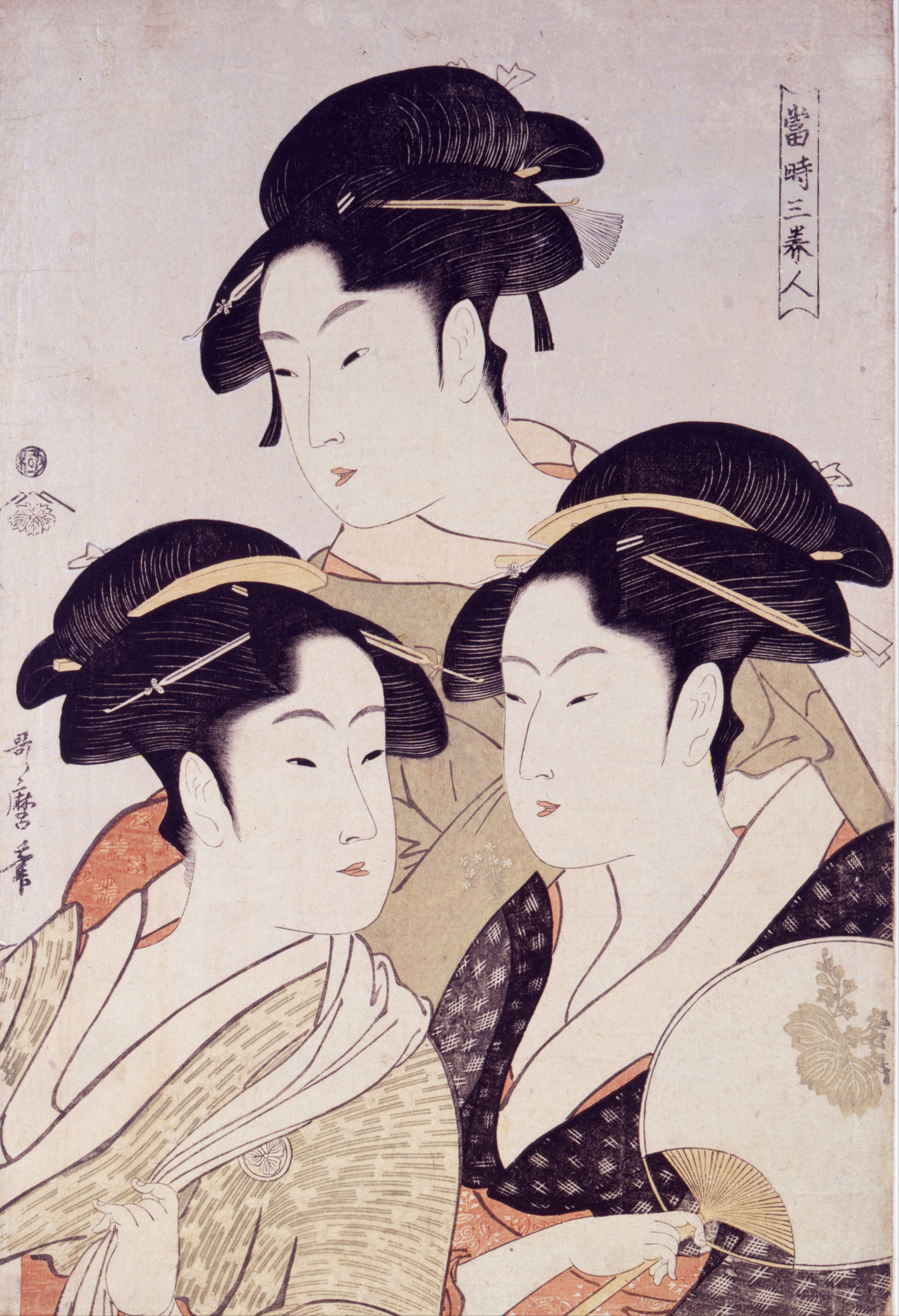
Trei frumuseți ale zilei actuale realizat de Kitagawa Utamaro în aproximativ 1793
Asediul castelului din Osaka, secolul XVII.